# Sniatyn
Sniatyn (em ucraniano:  Снятин, em polonês/polaco:  Śniatyn, em romeno:  Sneatîn, em iídiche:  שניאַטין)) é uma cidade da Ucrânia, situada no Oblast de Ivano-Frankivsk. Tem 35,29 km² de área e sua população em 2020 foi estimada em 9.905 habitantes.